# Pyracantha atalantioides
Pyracantha atalantioides là loài thực vật có hoa trong họ Hoa hồng. Loài này được (Hance) Stapf miêu tả khoa học đầu tiên năm 1926.